# کینالن
کینالن (به انگلیسی: Kinallen) یک روستا در بریتانیا است که در Banbridge واقع شده‌است. کینالن ۵۵۷ نفر جمعیت دارد.